# Metaptya sericea
Metaptya sericea är en fjärilsart som beskrevs av George Francis Hampson 1896. Metaptya sericea ingår i släktet Metaptya och familjen trågspinnare. Inga underarter finns listade i Catalogue of Life.